# دکتر هو (سری ۲)
دومین سری از سریال علمی-تخیلی دکتر هو با قسمت ویژه کریسمس به نام تهاجم در کریسمس شروع به نمایش کرد.از مهمترین تغییرات این قسمت تجدید حیات دکتر هو و تبدیل بازیگر نقش دکتر از کریستوفر اسلستون به دیوید تننت بود.